# Raslakita
La raslakita és un mineral de la classe dels silicats que pertany al grup de l'eudialita. Rep el nom de la vall de Raslak, situada al sud-oest de la localitat tipus, el mont Karnasurt.

## Característiques
La raslakita és un silicat de fórmula química Na₁₅Ca₃Fe²⁺₃(Na,Zr)₃Zr₃(Si,Nb)[(Si₃O₉)₂(Si₉O₂₇)₂SiO](OH,H₂O)₃(Cl,OH). Va ser aprovada com a espècie vàlida per l'Associació Mineralògica Internacional l'any 2002. Cristal·litza en el sistema trigonal. La seva duresa a l'escala de Mohs és 5.
Segons la classificació de Nickel-Strunz, la raslakita pertany a «09.CO: Ciclosilicats amb enllaços de 9 [Si9O27]18-» juntament amb els següents minerals: al·luaivita, eudialita, ferrokentbrooksita, kentbrooksita, khomyakovita, manganokhomyakovita, oneil·lita, feklichevita, carbokentbrooksita, zirsilita-(Ce), ikranita, taseqita, rastsvetaevita, golyshevita, labirintita, johnsenita-(Ce), mogovidita, georgbarsanovita, aqualita, dualita, andrianovita, voronkovita i manganoeudialita.

## Formació i jaciments
Va ser descoberta al mont Karnasurt, que es troba al districte de Lovozero, dins l'óblast de Múrmansk (Rússia). Es tracta de l'únic indret de tot el planeta on ha estat descrita aquesta espècie mineral.